# برج وقلعة أسجيل
برج وقلعة أسجيل (بالفارسية: برج قلعه اسجیل) هي برج وقلعة تاريخية تعود إلى عصر القاجاريون، وتقع في أسجيل.